# Rosalda Gilardi
Rosalda Gilardi (Savona, 1922 – Lugano, 1999) è stata una scultrice italiana naturalizzata svizzera.

## Biografia

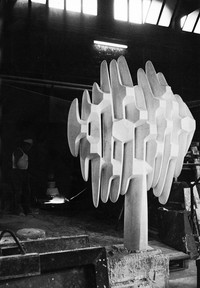
Vegetale - marmo rosa del Portogallo, 1969

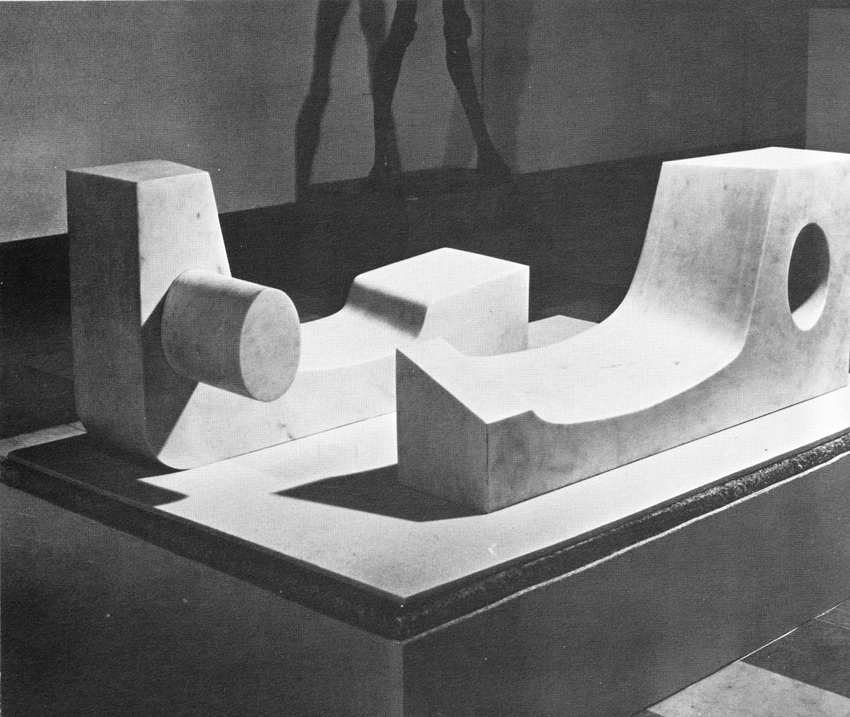
Impossibilità di incontrarsi - marmo bianco statuario, 1971

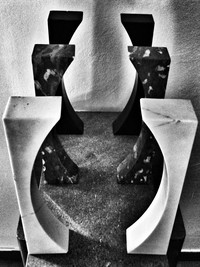
Spazi Circolari - marmo bianco statuario, rosa del Portogallo e nero del Belgio, 1973

Si specializza in scultura all'Accademia Albertina di Torino diplomandosi il 25 giugno 1959, con tesi di storia dell'arte – La “Crocifissione” del Luini in Santa Maria degli Angeli a Lugano.
Nel 1966 si reca a Querceta per eseguire una scultura per la Fondazione Henraux, qui conosce Henry Moore, che la indica come sua unica erede artistica, Jacques Lipchitz, Isamu Noguchi e Marino Marini. Un viaggio di studio e di lavoro a Parigi, dove espone al Salon de Mai, la porta a frequentare César Baldaccini, Étienne Martin, Émile Gilioli ed Alicia Penalba. Dopo un viaggio in Austria per il Symposium di St. Margarethen nel 1972 espone alla XXXVI Esposizione internazionale d'arte di Venezia, invitata dalla Commissione Internazionale. Si reca a Venezia dove è ospite di Peggy Guggenheim che ha acquistato l'opera "Presenze" alla Biennale stessa. Tale opera è stata destinata al Museo Guggenheim in Venezia ove è esposta in permanenza. Compie un viaggio di studio e di lavoro in America Latina, dove al Museo des Belles Artes di Caracas espone in permanenza la scultura in marmo "Incontro". In Guajira visita l'atelier di Rina Montiel, in Colombia visita il Museo de Oro a Bogotà per lo studio dell'antica tecnica pre-colombiana della lavorazione dell'oro. Visita il Parco Archeologico San Agustín per lo studio degli importanti ritrovamenti archeologici (sculture, tombe e reperti vari), Cuzco e Machu Picchu per lo studio archeologico delle civiltà Inca.
Il viaggio è durato quattro mesi. Ne ha tenuto un diario, ha girato un documentario cinematografico e ha realizzato numerosi disegni, parte dei quali sono raccolti in una cartella litografica, presentata da Mario De Micheli. Altri fogli formano una seconda cartella "Siepi a Tuncan in Equador", con prefazione di Giuseppe Curonici. Da un testo teatrale in un prologo e un atto del poeta Rafael Alberti ha tratto ispirazione per una cartella di 8 litografie con la presentazione di Giuseppe Marchiori dal titolo: "Immagini da una notte di guerra al Museo del Prado". Nel 1979, si reca a Bruxelles ospite della Municipalità per presenziare ai festeggiamenti del "Millenaire de la Ville" e dell'Inaugurazione Exposition de Sculpture Européenne, Malou 79. La mostra è organizzata sulla presenza di quattro scultori per ciascun Paese della Comunità Europea. Rosalda Gilardi è invitata, con Alberto Viani, Andrea Cascella, Arnaldo Pomodoro, a rappresentare l'Italia. Nel 1982 ritorna a Madrid e Toledo per studi e ricerche sull'opera del pittore El Greco dove si incontra con lo scultore Pablo Serrano e la pittrice Guana Mordo. Sempre nello stesso anno soggiorna a Londra per dedicarsi allo studio della pittura del "600 napoletano".
Nel corso di questi anni è invitata a partecipare a numerose esposizioni, che la portano a perfezionare anche l'opera grafica, molti dei lavori sono esposti al Gabinetto dei disegni e delle stampe di Firenze oltre che in numerosi musei italiani ed esteri come alla International triennal competition of sculture di Osaka. Verso il 1990, la sua opera suscita molto interesse, le viene dedicata un'antologica alla Pinacoteca Palazzo Pianetti e riceve il premio “Rosa Papa Tamburi” dalla città di Iesi. Rosalda Gilardi muore a Lugano nel 1999 anno di apertura ufficiale del Museo ILGilardi, sito nella sua casa studio a Querceta, in Versilia, museo riconosciuto dalla Presidenza della Repubblica Italiana, che porta il suo nome.